# Bundesarchiv
Het Bundesarchiv is het nationaal archief van Duitsland. Het is gevestigd in Koblenz. De belangrijkste taak bestaat uit het bewaren, het bruikbaar maken en het beoordelen van documenten van de hoogste federale autoriteiten en de daaraan ondergeschikte instellingen.

## Afdelingen[1]
Het Bundesarchiv is onderverdeeld in 14 afdelingen en de "Stichting Archief van de Politieke Partijen en Massaorganisaties van de DDR in het Bundesarchief".
| Afdelingen                                                                                         |
| -------------------------------------------------------------------------------------------------- |
| Directoraat K (Communicatie)                                                                       |
| Afdelingen ZI en Z II (Centrale Bestuurszaken)                                                     |
| Afdeling IT (Informatie Technologie)                                                               |
| Afdeling GW (Beleid en Wetenschap)                                                                 |
| Afdeling AT (Technische Archiefzaken en Centrale Professionele Diensten)                           |
| Afdeling B (Bondsrepubliek Duitsland)                                                              |
| Afdeling BE (Levering van diensten voor gebruik)                                                   |
| Afdeling PA (Informatie over Persoonsgegevens met betrekking tot de Eerste en Tweede Wereldoorlog) |
| Afdeling MA (Militair Archief)                                                                     |
| Afdeling AF (Filmarchief)                                                                          |
| Afdeling AR (Archiefbezit)                                                                         |
| Afdeling AU (Gebruik van gegevens van de Staatsveiligheid)                                         |
| Afdeling R (Regionale Taken)                                                                       |
| Afdeling VF (Onderwijs en Onderzoek)                                                               |
| "Stichtingsarchief van de Partijen- en Massaorganisaties van de DDR" in het Bundesarchief (SAPMO)  |

### Directoraat K (Communicatie)
Deze afdeling is verantwoordelijk voor de communicatie van het Federale Archief met de pers, de politiek en het publiek.

### Afdelingen ZI en Z II (Centrale Bestuurszaken)
Deze afdelingen zijn verantwoordelijk voor de centrale administratieve zaken van het Federaal Archief. Ze leveren het personeel en de organisatorische middelen die nodig zijn om specialistische archieftaken in de afzonderlijke afdelingen uit te voeren.

### Afdeling IT (Informatie Technologie)
Deze afdeling is vooral toegewijd aan de taken van het plannen en ontwikkelen van de archiefinformatietechnologie, de digitale archieven en de digitale tussenarchieven.

### Afdeling GW (Beleid en Wetenschap)
Deze afdeling is verantwoordelijk voor archiefgerelateerde beleidszaken en wetenschappelijke zaken. Het coördineert interdisciplinaire kwesties zoals het vormen van de archiefscollecties, public relations, training en opleiding, internationale betrekkingen en kwesties met betrekking tot archiefrecht. Het ondersteunt ook het management bij strategische planning. Afdeling GW omvat de eenheden die verantwoordelijk zijn voor wetenschappelijke edities van het Federaal Archief.

### Afdeling AT (Technische Archiefzaken en Centrale Professionele Diensten)
Deze afdeling omvat de secties die verantwoordelijk zijn voor conserveringszaken en het beheer van opslagruimtes, inclusief film.

### Afdeling B (Bondsrepubliek Duitsland)
Deze afdeling is verantwoordelijk voor de overdracht van documenten van de centrale burgerlijke autoriteiten van de Bondsrepubliek Duitsland, inclusief de westelijke bezettingszones. Het adviseert de federale overheid over de organisatie van hun archiefbeheer en is verantwoordelijk voor de tussenarchieven Sankt Augustin-Hangelar en Hoppegarten. Afdeling B omvat ook het Archief voor de Vereffening van Lasten in Bayreuth en het archief van het Centraal Bureau van de Staatsjustitieadministraties voor het Onderzoek naar Nationaal-Socialistische Misdaden in Ludwigsburg.

### Afdeling BE (Levering van diensten voor gebruik)
Deze afdeling moet de werkstromen van het gebruik binnen het Federale Archief als geheel harmoniseren en optimaliseren.

### Afdeling PA (Informatie over Persoonsgegevens met betrekking tot de Eerste en Tweede Wereldoorlog)
Deze afdeling verstrekt persoonlijke informatie over het lot van militair personeel in de Eerste en Tweede Wereldoorlog. Afdeling PA assisteert ook bij zaken omtrent oorlogsgraven.

### Afdeling MA (Militair Archief)
Deze afdeling is verantwoordelijk voor de documenten van militaire herkomst van de Bondsrepubliek en haar voorgangers. Deze omvatten documenten van het Federale Ministerie van Defensie en de Federale Strijdkrachtenadministratie, het Nationale Volksleger, de Wehrmacht, de Waffen-SS, de Reichswehr, de Schutztruppen en Freikorps, de Noord-Duitse Bondsmarine, de Keizerlijke Marine en het Pruisische leger vanaf 1867.

### Afdeling FA (Filmarchief)
Deze afdeling omvat de collecties van de filmafdelingen van het Federale Archief (tot 1990) en het Staatsfilmarchief van de DDR. Films worden overgedragen aan de afdeling op basis van voorschriften van de Federale Archiefwet en de Filmpromotiewet, evenals als resultaat van actieve verzameling. Afdeling FA omvat ook de eenheid die verantwoordelijk is voor foto's, kaarten, plannen, posters en geluidsopnamen.

### Afdeling AR (Archiefbezit)
Deze afdeling is verantwoordelijk voor het catalogiseren van de documenten van de Staatsveiligheidsdienst van de voormalige DDR en voor het evalueren, organiseren, catalogiseren, conserveren en beheren van de bestanden in overeenstemming met archiefprincipes. Om deze taken uit te voeren, is de afdeling verdeerd in zes kantoren die verantwoordelijk zijn voor catalogiseren, onderzoek, kaartsysteem, stapels, digitalisering en conservering.

### Afdeling AU (Gebruik van gegevens van de Staatsveiligheid)
Deze afdeling is verantwoordelijk voor de beschikbaarheidsstelling van de Stasi-dossiers aan burgers, autoriteiten en onderzoeks- en mediaorganisaties, conform de wettelijk vastgestelde doeleinden en met inachtneming van de wettelijke bepalingen. Verzoeken van burgers om hun eigen dossier in te zien, verzoeken van overheids- en niet-overheidsinstanties, herintegratiebureaus en verzoeken van onderzoeks- en mediabureaus worden verwerkt door de afdeling AU. Deze is ook verantwoordelijk voor het ontcijferen van de codenamen van de onofficiële medewerkers van de Staatsveiligheidsdienst.

### Afdeling R (Regionale Taken)
Deze afdeling van het Stasi-archief beheert de 12 regionale kantoren van het Stasi-archief. De regionale kantoren hebben als doel de bewaring en het gebruik van de documenten van de Staatsveiligheidsdienst en de vormaalige DDR in de Oost-Duitse deelstaten te waarborgen. De regionale archieven van de MfS worden op passende wijze gecatalogiseerd in de regionale kantoren. Ook wordt er onderzoek naar personen en onderwerpen verricht en beschikbaar gesteld.

### Afdelig VF (Onderwijs en Onderzoek)
Deze afdeling vervult mandaat van de Stasi-documentenwet om te onderwijzen en les te geven. Deze opdracht wordt vervuld door historische bronnen op een gebruiksvriendelijke, wetenschappelijk verantwoorde wijze te bewerken en informatie te verstrekken met behulp van eigentijdse methoden. Deze afdeling bestaat uit vijf gespecialiseerde afdelingen:
- VF G is verantwoordelijk voor de principes en managementondersteuning van het Stasi-archief;

- VF 1 ontwikkelt en begeleidt educatieve programma's en archiefpedagogiek voor het Stasi-archief en de gehele instelling;
- VF 2 is verantwoordelijk voor het creëren van tentoonstellingen en gespecialiseerde studies over het Stasi-archief en voor het voldoen aan de tentoonstellingsbehoeften van de gehele instelling en voor de publiek toegankelijke bibliotheek van het Stasi-archief;
- VF 3 is verantwoordelijk voor de ontwikkeling van het "Stasi-hoofdkwartier. Campus voor Democratie" in Berlijn-Lichtenberg en voor het begeleiden van evenementen georganiseerd door de regionale kantoren;
- VF 4 ontwikkelt bevindingen in wetenschappelijke onderzoeksprojecten vanuit het perspectief van bronnenonderzoek en publiceerdt deze voor diverse gebruikersgroepen. VF 4 wordt hierbij ondersteund door de afdeling Publicaties, die toezicht houdt op de redactie, productie en marketing van alle publicaties van de afdeling.

### "Stichtingsarchief van de Partijen- en Massaorganisaties van de DDR" in het Bundesarchief (SAPMO)
SAPMO is een afhankelijke stichting onder publiekrecht binnen het Federaal Archief
Het SAPMO in Berlin-Lichterfelde stelt archiefmateriaal beschikbaar dat buiten de staatsautoriteiten van de DDR is ontstaan als onderdeel van politieke beslissingen ter regulering en beheersing van staat en maatschappij. Het was tot 1990 strikt geheim en is nu vrij toegankelijk, met uitzondering van documenten met betrekking tot personen. Het SAPMO beschikt over een bibliotheek met de collecties vna meer dan 30 voormalige instellingen en organisaties, die met hun archiefmateriaal zijn overgedragen aan het Bundesarchiv. De Bibliotheek beschikt over een eigen leeszaal, uitleenmogelijkheden (interbibliothecair leenverkeer) en een online catalogus.

## Archiefmateriaal
Het archiefmateriaal omvat de dossiers van het Politbureau van de SED en de kantoren van individuele functionarissen, het Centraal Comité met zijn afdelingen en de eigen opleidingscentra van de partij van 1946 tot 1990. Het archief van de Duitse Communistische Partij (KPD), dat vanaf de oprichting in 1919 tot het einde van de illegale activiteiten in de Bondsrepubliek Duitsland in 1971 in het SED-Partijarchief werd bewaard, werd samen met het Partijarchief overgedragen aan de SAPMO. De collectie bevat ook uitgebreide vakbondscollecties, waaronder documenten over sociale verzekeringen en de vakantiedienst. Documenten van andere massaorganisaties, zoals de FDJ met de pioniersorganisatie Ernst Thälmann, de Culturele Vereniging en de Vereniging door Duits-Russische Vriendschap, evenals meer dan 400 legaten, zijn eveneens beschikbaar voor gebruik.

## Bibliotheekcollectie
De academische vakbibliotheek en personeelsbibliotheek in Berlijn-Lichterfelde vormen met 6 decentrale personeelsbibliotheken het professionele centrum van de bibliotheek van het Bundesarchief. Circa 1,7 miljoen delen kunnen binnen de stichting worden gebruikt, waaronder grijze literatuur van partijen en organisaties uit de DDR en de voormalige Oostbloklanden. In Berlijn-Lichterfelde zijn de officiële gedrukte publicaties van overheden, verenigingen en organisaties uit het Duitse Rijk en de DDR grotendeels compleet.
De nieuwe aanwinsten richten zich op publicaties over en uit de periode van de DDR en Duitsland vóór 1945, alsook op de geschiedenis van de voormalige socialistische staten, de geschiedenis van de internationale arbeiders- en vakbeweging en individuele partijen, vakbonden, organisaties en politieke groeperingen vanaf het midden van de 19e eeuw tot heden. Gebruikersexemplaren vullen de collecties aan.